# Zarubinska kultura
Zarubinska kultura je bila pomembna arheološka kultura, ki je cvetela severno od Črnega morja ob zgornjem Dnepru in reki Pripjat, segajoč na zahodu do porečja reke Visle. Kronološko je datirana od 3. ali 2. stoletja pr. n. št. do 2. stoletja n. št. Odkrita je bila okoli leta 1899 in danes obsega okoli 500 najdišč. Velja za vzhodno različico Przeworske kulture, s katero jo običajno štejejo v enoten arheološki kompleks.
Podobno kot njena naslednica černjahivska kultura ima različna izhodišča. Nanjo so vplivale keltska latenska kultura, pomorjanska kultura ter kultura stepskih nomadskih ljudstev (Skitov in Sarmatov). Skitsko-sarmatski vpliv je očiten predvsem v lončarstvu, orožju, hišnih predmetih in osebnem okrasju. Kasneje je bila tudi pod vplivom rimskih naselbin ob Donavi.
Nosilci zarubinske kulture so se preživljali s kmetijstvom in vzrejo živine ter lovom. Izpričano je tudi, da so z naselbinami ob Črnem morju trgovali s kožo divjih živali. Pokojne so upepeljevali in jih pokopavali v žarah ali jamah.
Etnična identiteta zarubinske kultura je bila v preteklosti predmet številnih polemik, ki so jih zaznamovali tudi politični in ideološki motivi. Po mnenju slovanskih strokovnjakov je zarubinska kultura odraz Proto-Slovanov , nemški znanstveniki pa so jo skušali povezovati s selitvami germanskih ljudstev, izpričanih v klasičnih virih, kot npr. Skiri. Kronološko in zemljepisno naj bi zarubinski kulturi posebej dobro ustrezali Bastarni, ljudstvo, ki ga večkrat omenjajo klasični pisci. Lingvistična identiteta Bastarnov sicer ni jasna.
Verjetno so iz mešanice kultur, ki so vplivale na nastanek zarubinske kulture, izšli Praslovani. To tezo potrjujejo antična slovanska rečna imena na tem območju.
Po 3. stoletju so območje zarubinske kulture zavzeli Goti in nasledila jo je černjahivska kultura.